# Volby do Státního shromáždění Republiky Slovinsko 1992
Volby do Státního shromáždění Republiky Slovinsko se konaly 6. prosince 1992. Volební účast byla 85,6 %. Voleno bylo 88 poslanců z 90, zbylí dva byli delegáti národnostních menšin.

## Volební výsledky
| Politický subjekt                   | Počet hlasů | Procenta | Mandáty |
| ----------------------------------- | ----------- | -------- | ------- |
| Liberalno demokratska stranka       | 278 851     | 23,46 %  | 22      |
| Slovenski krščanski demokrati       | 172 424     | 14,51 %  | 15      |
| Sdružena lista                      | 161 349     | 13,58 %  | 14      |
| Slovenska nacionalna stranka        | 119 091     | 10,02 %  | 12      |
| Slovenska ljudska stranka           | 103 300     | 8,69 %   | 10      |
| Demokratska stranka                 | 59 487      | 5,01 %   | 6       |
| Zeleni Slovenije                    | 44 019      | 3,70 %   | 5       |
| Socialdemokratska stranka Slovenije | 39 675      | 3,34 %   | 4       |